# Nakombogo (Barsalogho)
Pour les articles homonymes, voir Nakombogo.
Nakombogo est une localité située dans le département de Barsalogho de la province du Sanmatenga dans la région Centre-Nord au Burkina Faso.

## Géographie
Nakombogo se situe à 3 km à l'est de Basma, à environ 18 km au sud de Barsalogho, le chef-lieu du département, et à environ 20 km au nord du centre de Kaya, la principale ville de la province. Le village est traversé par la route reliant Barsalogho à Kaya.

## Économie
L'économie de Nakombogo repose essentiellement sur l'agro-pastoralisme permis le lac de retenue du barrage de Basma.

## Éducation et santé
Le centre de soins le plus proche de Nakombogo est le centre de santé et de promotion sociale (CSPS) de Basma tandis que le centre médical avec antenne chirurgicale (CMA) se trouve à Barsalogho et le centre hospitalier régional (CHR) à Kaya.
Nakombogo possède une école primaire publique.